# Кристер Паріс
Кристер Паріс (ест. Krister Paris; *9 лютого 1977, Тарту) — естонський радіо і тележурналіст, популярний колумніст, учасник телевізійних шоу, один із редакторів мультімедійного проекту Delfi.ee. Військовий кореспондент естонського державного телебачення під час війни на Сході України.

## Біографія
Закінчив Тартуський університет. Працював журналістом на першому незалежному радіо Естонії Kuku Raadio, а згодом — в естонській службі радіо «Свобода» у Празі. У 2000-их роках працював редактором відділів найбільшої естонської газети «Eesti Päevaleht» та кореспондентом Естонського державного телебачення у Російській Федерації (2008—2012).
Колумніст провідного інтернет-порталу Естонії Delfi.ee.
Як спеціальний кореспондент естонських ЗМІ, висвітлював події Революції Троянд у Грузії та мітингів демократичної опозиції у Біларусі, Помаранчевої революції та Революції Гідності 2013—2014 в Україні. Також підготував низку телевізійних репортажів про агресію РФ на Сході України, особисто перебував на фронті та перетинав лінію розмежування, готуючи репортажі для європейських ЗМІ.
2018 став автором документального фільму, присвяченого добровольчому руху України та ролі міста Дніпро у захисті державного суверенітету під час диверсійної кампанії РФ «Русская Весна».
Вільно володіє англійською та московською мовою, читає чеською та українською мовами.
Агностик, прихильник лівих політичних ідеологій.

### Родина
Одружений із журналісткою Маноною Паріс. Виховує двох дітей — Трістана та Робіна.